# Hasseris Kirke
Hasseris Kirke er beliggende i Aalborg lige op til Hasserisvej. Den er bygget efter tegninger af Aalborg-arkitekten Einar Packness. Byggeriet startede 28. september 1954, de tre grundsten blev lagt 6. marts 1955 og kirken blev indviet søndag d. 2. december 1956 af biskop Erik Jensen. Kirketårnet var ikke med i den oprindelige bygning, men blev bygget til i 1986.
Selve kirken er opført i gule mursten med rødt tegltag.

## Eksterne kilder og henvisninger
- Wikimedia Commons har flere filer relateret til Hasseris Kirke
- Hasseris Kirke Arkiveret 31. januar 2011 hos  Wayback Machine hos nordenskirker.dk
- Hasseris Kirke hos KortTilKirken.dk